# Contarinia tecomae
Contarinia tecomae is een muggensoort uit de familie van de galmuggen (Cecidomyiidae). De wetenschappelijke naam van de soort is voor het eerst geldig gepubliceerd in 1906 door Ephraim Porter Felt.